# 93式狙撃歩槍
93式狙撃歩槍(T93狙擊步槍)は、中華民国國防部軍備局205兵工廠が製造したボルトアクション方式の狙撃銃である。2008年より製造された。

## 概要
アメリカのボルトアクション式狙撃銃であるM24 SWSを参考に開発された。
93式のプロトタイプはリューポルド社製のM3Aスコープを McCann IndustriesのMIRSスコープマウントで搭載しており、Harris Ultralight 1A2のバイポッドを使用していた。テストによると93式は800mから3発の射撃で0.3MOAというグルーピング成績を残し、6,000発もの射撃テストでもトラブルを起こさなかったという。
2008年、中華民国海軍陸戦隊により179丁の93式と100,000発もの狙撃用弾が2年間で調達されることが発表された。また、これら狙撃装備の調達費用は合計1億2,000万台湾ドルと言われている。

## リンク
- T93狙擊步槍
- 買不到槍管 特勤隊缺300支狙擊槍
- 台軍裝備新式狙擊步槍，可媲美M24？成立狙擊部隊！